# 木兰镇 (木兰县)
木兰镇是中国黑龙江省哈尔滨市木兰县下辖的一个镇，位于松花江中游北岸，东与通河县相邻，西与吉兴乡接壤，北与建国乡毗邻，南与宾县隔江相望。

## 行政区划
桥头溪乡下辖以下地区：
奋斗社区、民主社区、跃进社区、人民社区、建设社区、生产社区、富民社区、镇西村、联丰村、进辉村、临城村、龙丰村、华兴村、松江村、西亚村和东安村。